# 高考2进1
《高考2进1》是中国漫画家张三疯在知音漫客连载的漫画。也有游戏。漫画讲的是一位老师重拾高考生活的故事。